# Umm al-wàlad
Umm al-wàlad o umm wàlad era el sobrenom donat a una esclava que donava un fill al seu amo.
El dret de l'amo a prendre una esclava com a concubina, comú entre els àrabs pagans, fou mantingut pel profeta Muhàmmad. Aquest dret, inicialment no regulat, es va anar concretant amb el califa Úmar ibn al-Khattab. El nom va persistir sota successius governants musulmans. L'onzè imam xiïta al-Hàssan al-Askarí fou fill d'una umm wàlad i segurament també el seu predecessor Alí an-Naqí. An-Nàtiq bi-l-Haqq fou proclamat hereu abbàsida i hauria estat el primer califa a ser fill d'una umm wàlad si no hagués estat assassinat abans. A l'Àndalus alguns personatges notables foren fills d'una umm wàlad. L'esclava basca Subh al-Baixkunsiyya va donar dos fills al califa al-Hàkam II i un d'ells, Hixam al-Muàyyad bi-L·lah, fou després califa. Abd-al-Màlik al-Mudhàffar, fill d'Almansor, també era fill d'una umm wàlad.